# Kråkrisstävmal
Kråkrisstävmal, Altenia perspersella är en fjärilsart som beskrevs av Maximilian Ferdinand Wocke 1862. Kråkrisstävmal ingår i släktet Altenia och familjen stävmalar, Gelechiidae. Arten är reproducerande i Sverige. Inga underarter finns listade i Catalogue of Life.